# رز دورگه پرپچوال

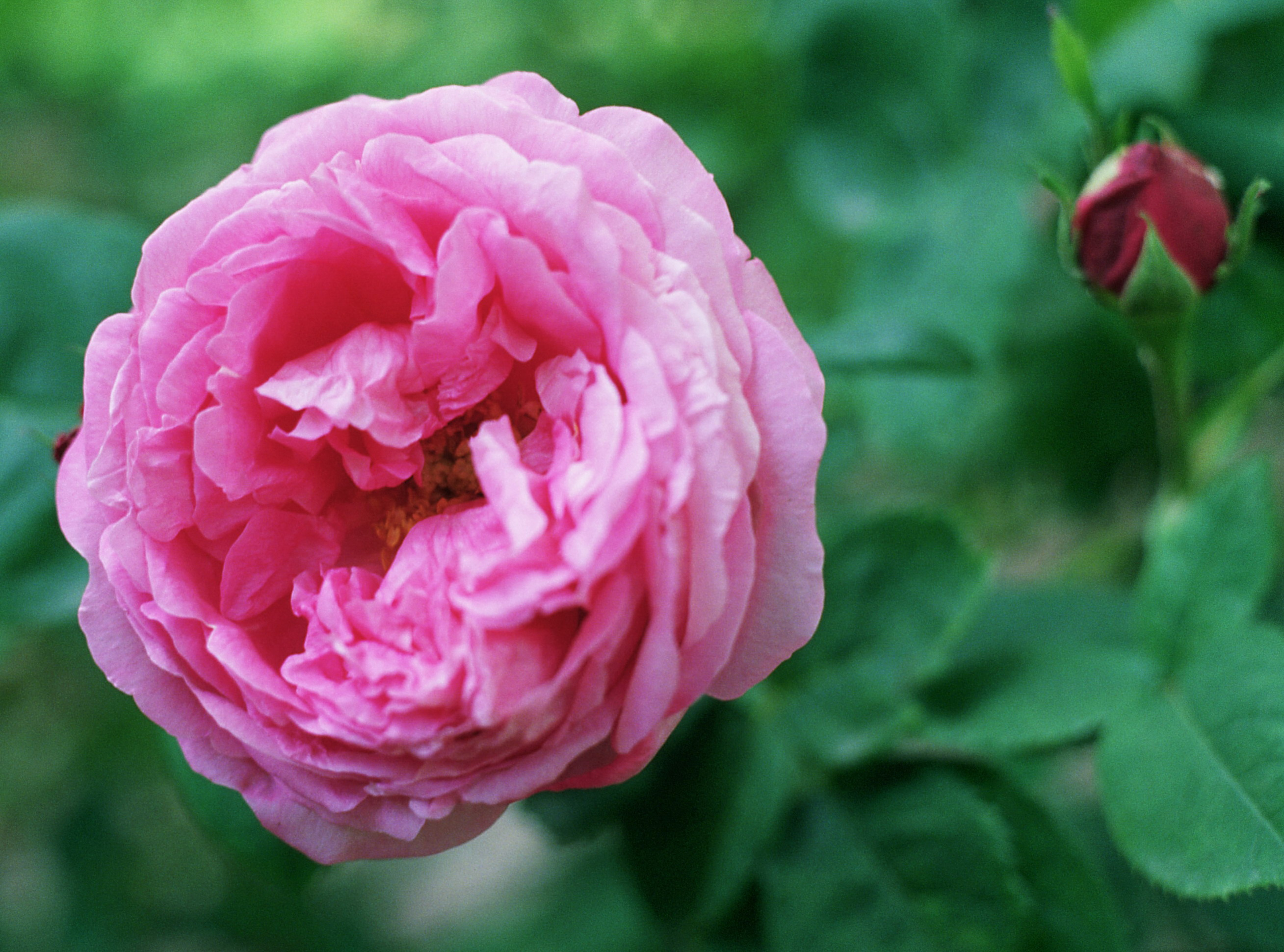
رز دورگه پرپچوال

رز دورگه پرپچوال (Rosa Hybrid Perpetual) یا رِمونتانت (به انگلیسی: Remontants)، رزهای دو رگه با گلدهی مداوم هستند. رز دورگه پرپچوال از گروه رزهای باغی قدیمی است و در بهار و تابستان تا اواسط پائیز به‌طور متناوب گل می‌دهد. علامت اختصاری HP است.

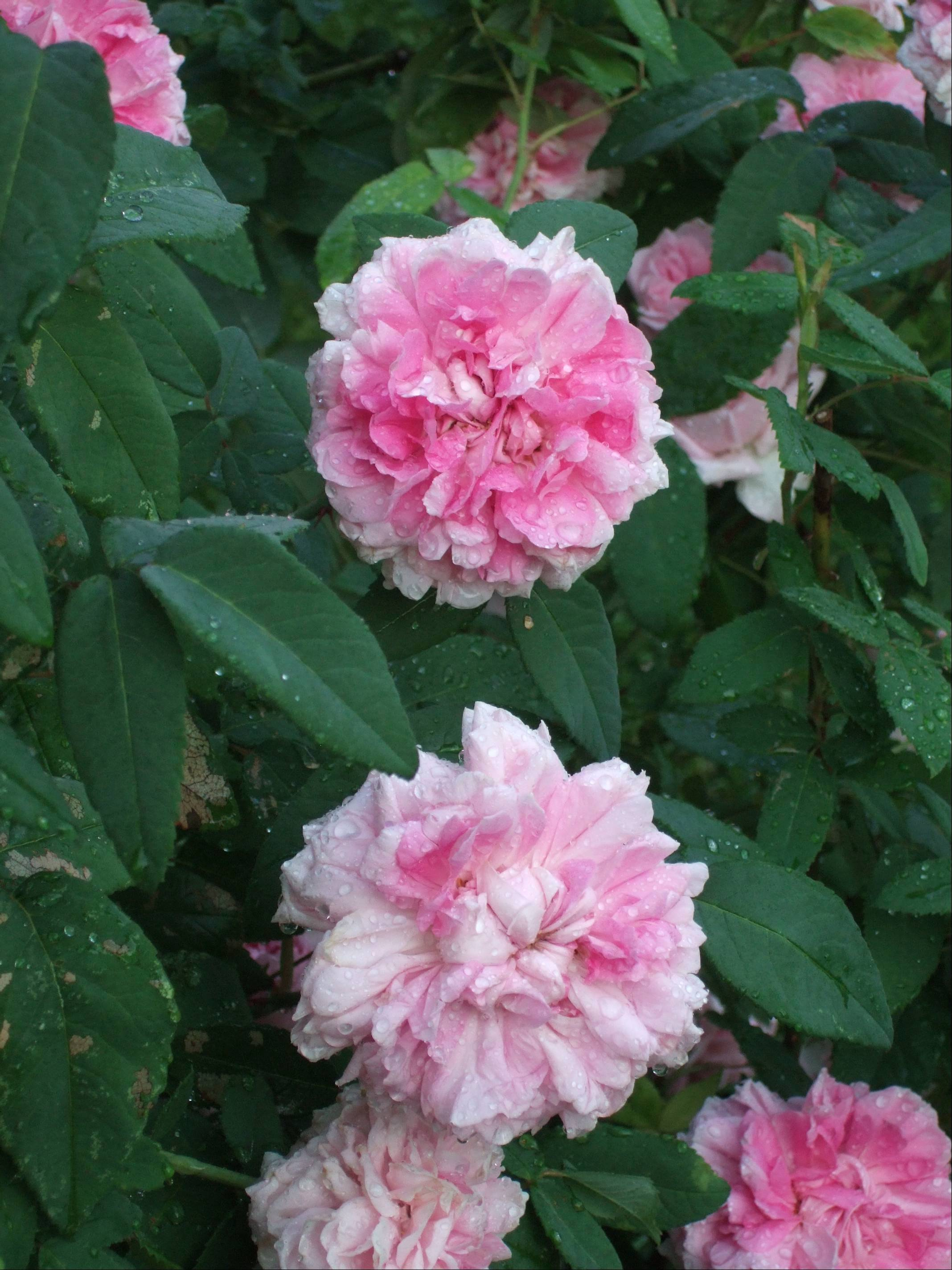
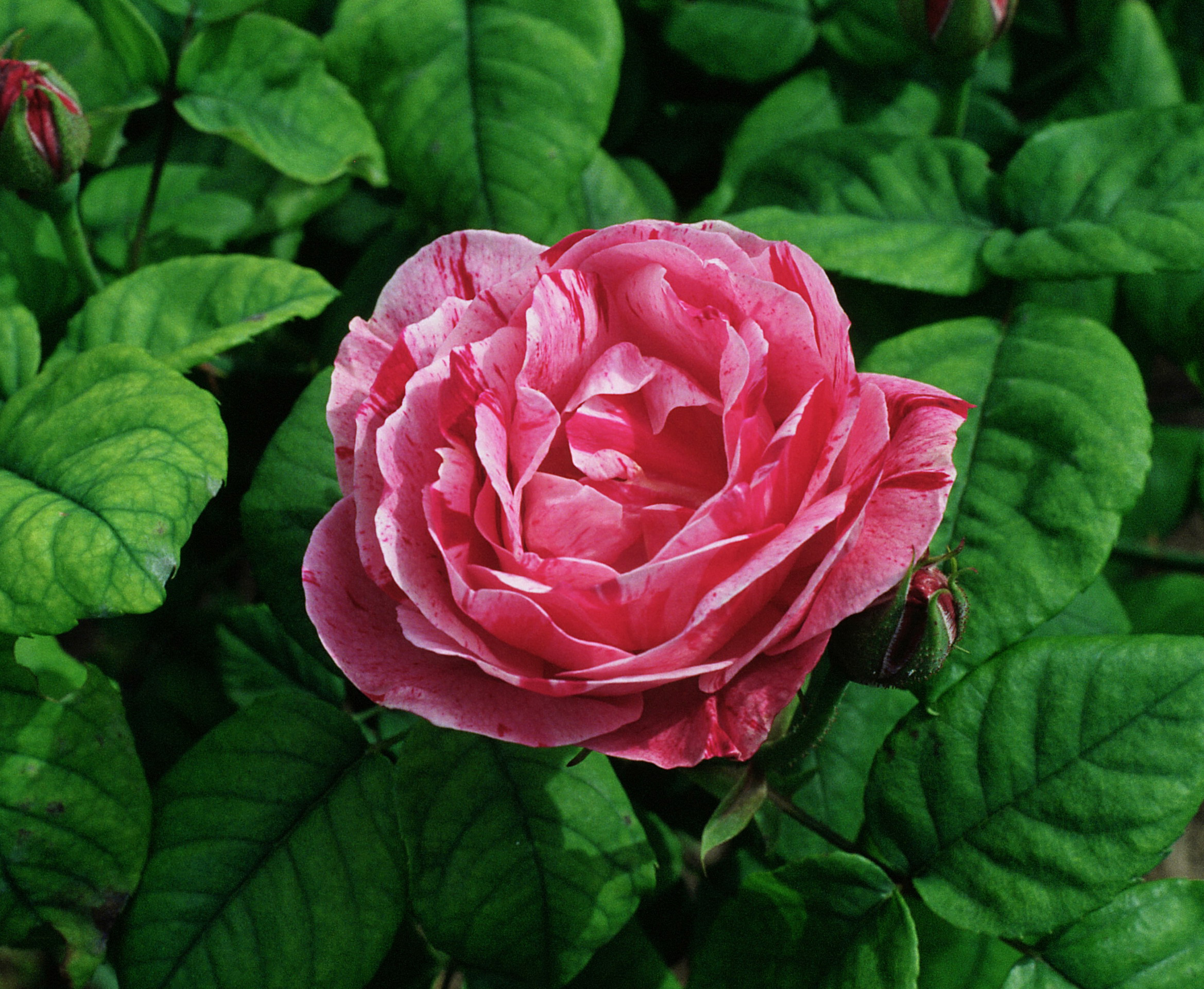
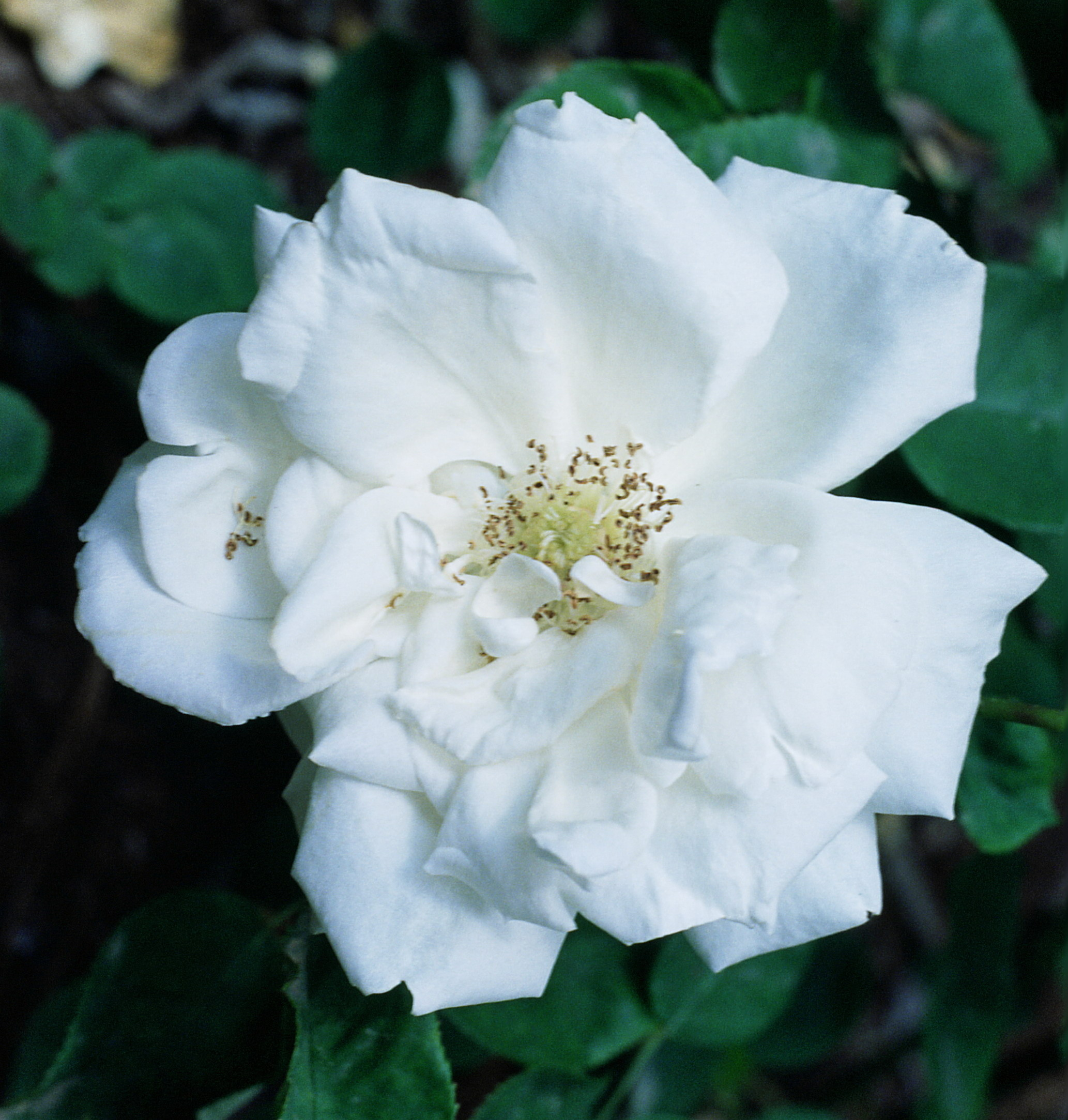
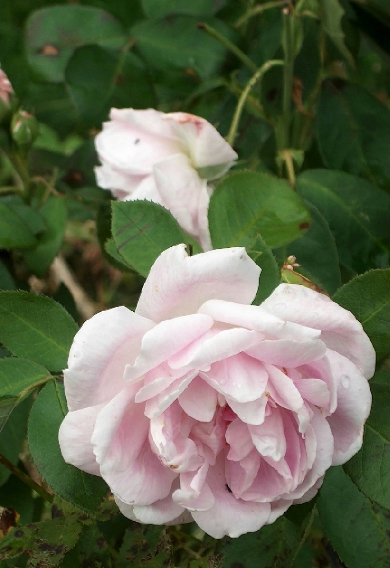
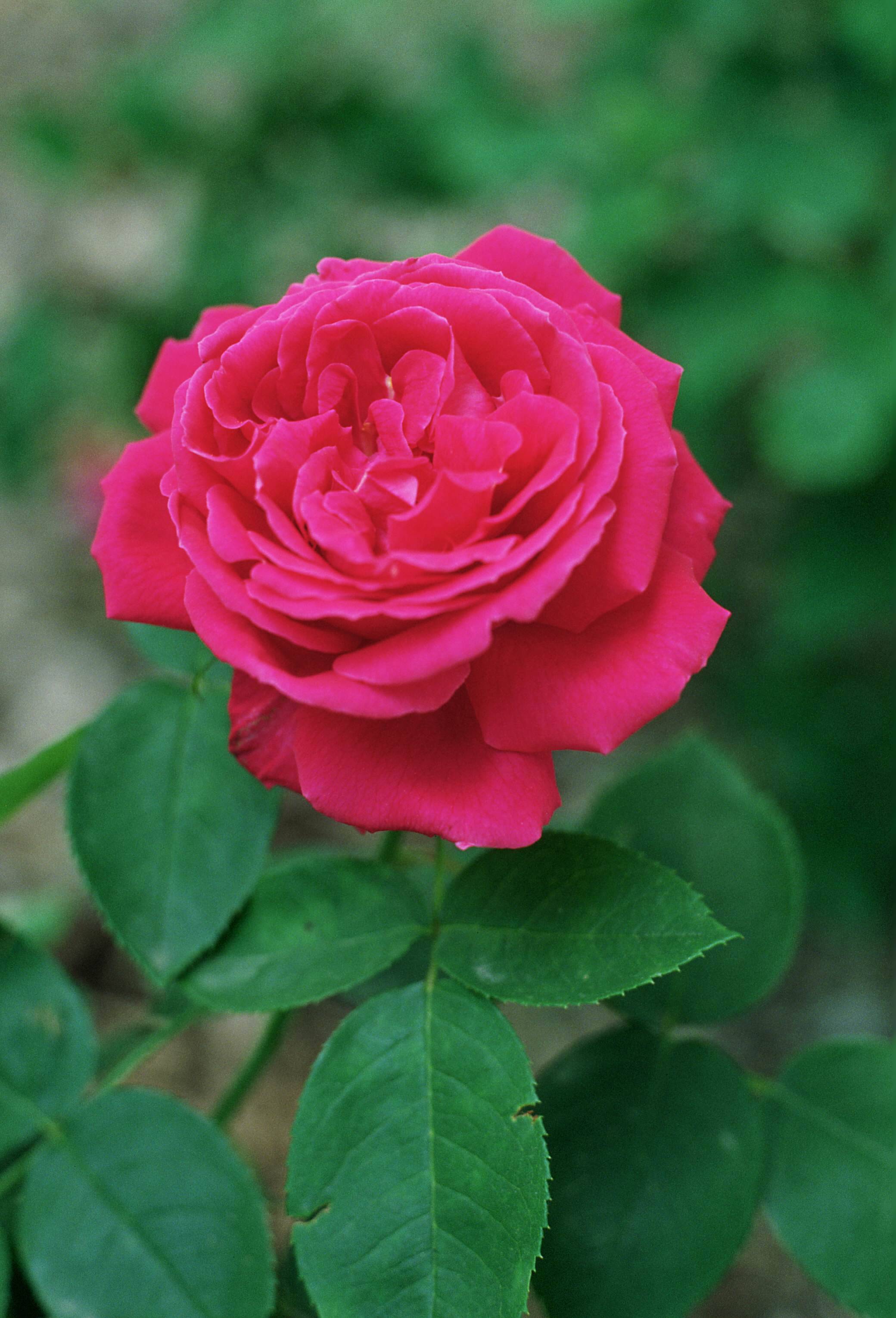